# اتحاد المزارعين الفلسطينيين
اتحاد المزارعين الفلسطينيين ويعرف أيضاً اتحاد جمعيات المزارعين الفلسطينيين (بالإنجليزية: Palestinian Farmers Union)، هو منظمة اهلية غير حكومية زراعية وإطار فلسطيني جماهيري، تأسس عام 1993، وأعيد تأسيسه عام 2004 برقم تسجيل من وزارة الداخلية الفلسطينية، يقع مقره العام في منطقة عين مصباح في مدينة رام الله بالضفة الغربية. 

## الوصف
يضم 16 جمعية زراعية، وله فروع في جميع المحافظات الفلسطينية، وهو أحد المنظمات الأهلية العاملة في القطاع الزراعي الفلسطيني وتشمل 24 منظمة.

## الأهداف
- بناء قدرات منظمات المزارعين، وخلق التنمية الزراعية المستدامة لوضع أسس مؤسسات زراعية حديثة ومتطورة.[10]
- تطوير البرامج الزراعية وتدريب المزارعين.
- الدفاع عن الحق في الأرض والماء، وتوفير الدعم اللازم لتمكين المزارعين من الدفاع عن أرضهم.[11]
- تنسيق الجهود بين الجمعيات المختلفة،وتطوير الأداء والجودة في إنتاج المحاصيل وتحسين التسويق والتصدير.
- تعزيز الصناعة الزراعية ودعم صمود المزارعين الفلسطينيين.[12]

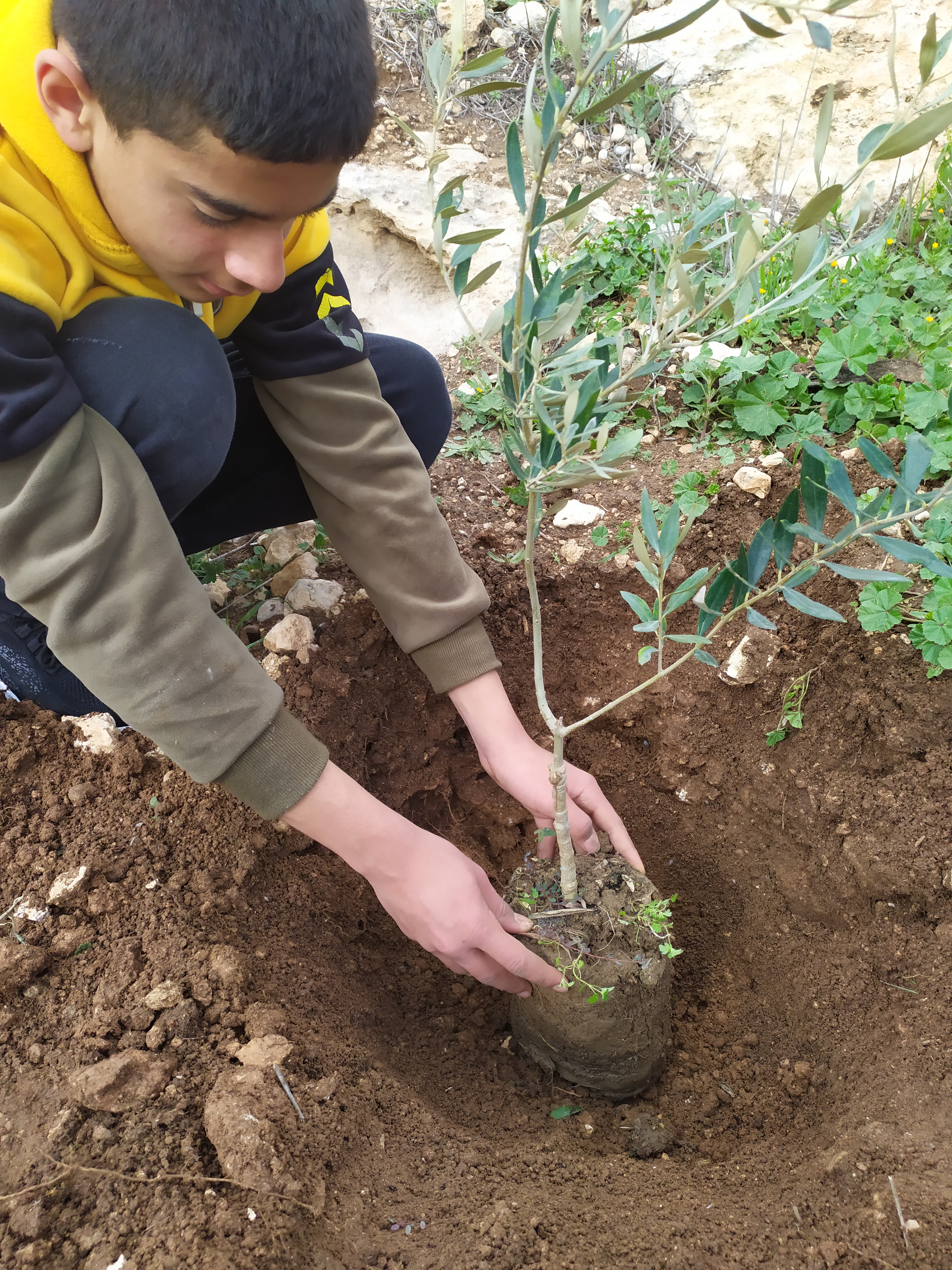
فلسطيني يزرع أشجار الزيتون جنوب الضفة الغربية

- فلسطيني يزرع أشجار الزيتون جنوب الضفة الغربية الحث على زراعة الأشجار وتقديم المشاريع والأشتال الزراعية وخاصة أشجار الزيتون من خلال مشروع تخضير فلسطين.[13][14]